# Norvégia megyéi

Norvégia megyéi

Norvégia megyéi (norvégul a bokmålban fylke, többes számban fylker; a nynorskban fylke; 1918-ig neve amt, többes számban amter/illetve amt) Norvégia középszintű közigazgatási egységei. Az ország 11 megyére oszlik.
A megyéket tovább osztották 356 községre (kommune, kommuner / kommunar). A főváros, Oslo egyszerre megye és község státuszú.
Politikai viták tárgya, hogy a megye praktikus és gazdaságos közigazgatási szint-e, és hogy egyáltalán szükség van-e rá.

## A megyék listája
Lent a norvég megyék és székhelyük listája olvasható, amely 1919 óta alig változott. A számok a hivatalos ISO 3166-2:NO számozást követik, amely a délkeleti svéd határtól a partvonalat követve az északkeleti orosz határig halad. A 13-as szám akkor szűnt meg ebben a rendszerben, amikor 1972-ben az addig ezen a számon megyeként szereplő Bergen város beolvadt a 12-es számú Hordaland megyébe.
| Száma (ISO 3166-2:NO) | Név              | Székhely     | Lakosság | Terület   | Községek száma | Térkép | Címer | Nyelv    | Polgármester           | Párt | Prefektus             |
| --------------------- | ---------------- | ------------ | -------- | --------- | -------------- | ------ | ----- | -------- | ---------------------- | ---- | --------------------- |
| 01                    | Østfold          | Sarpsborg    | 268 584  | 4181,56   | 18             |        |       | bokmål   | Ole Haabeth            | Ap   | Anne Enger            |
| 02                    | Akershus         | Oslo         | 527 625  | 4917,97   | 22             |        |       | semleges | Marianne Borgen        | Ap   | Hans J. Røsjorde      |
| 03                    | Oslo             | Oslo         | 575 475  | 453,98    | 1              |        |       | semleges | Fabian Stang           | H    | Akershussal közös     |
| 04                    | Hedmark          | Hamar        | 190 071  | 27 397,01 | 22             |        |       | semleges | Arnfinn Nergård        | Sp   | Sigbjørn Johnsen      |
| 05                    | Oppland          | Lillehammer  | 184 288  | 25 192,01 | 26             |        |       | semleges | Audun Tron             | Ap   | Kristin Hille Valla   |
| 06                    | Buskerud         | Drammen      | 254 634  | 14 909,92 | 21             |        |       | semleges | Roger Ryberg           | Ap   | Kirsti Kolle Grøndahl |
| 07                    | Vestfold         | Tønsberg     | 229 134  | 2 223,71  | 14             |        |       | bokmål   | Per-Eivind Johansen    | H    | Mona Røkke            |
| 08                    | Telemark         | Skien        | 167 548  | 15 299,19 | 18             |        |       | semleges | Gunn Marit Helgesen    | H    | Kari Nordheim-Larsen  |
| 09                    | Aust-Agder       | Arendal      | 107 359  | 9 156,93  | 15             |        |       | semleges | Laila Øygarden         | Ap   | Svein Åril (kst.)     |
| 10                    | Vest-Agder       | Kristiansand | 168 233  | 7 276,23  | 15             |        |       | semleges | Thore Westermoen       | KrF  | Ann-Kristin Olsen     |
| 11                    | Rogaland         | Stavanger    | 420 574  | 9 377,72  | 26             |        |       | semleges | Tom Tvedt              | Ap   | Harald Thune (kst.)   |
| 12                    | Hordaland        | Bergen       | 469 681  | 15 460,42 | 33             |        |       | nynorsk  | Torill Selsvold Nyborg | KrF  | Svein Alsaker         |
| 13                    | nincs ilyen      |              |          |           |                |        |       |          |                        |      |                       |
| 14                    | Sogn og Fjordane | Leikanger    | 106 457  | 18 622,79 | 26             |        |       | nynorsk  | Nils R. Sandal         | Sp   | Oddvar Flæte          |
| 15                    | Møre og Romsdal  | Molde        | 248 727  | 15 121,04 | 36             |        |       | nynorsk  | Olav Bratland          | H    | Ottar Befring         |
| 16                    | Sør-Trøndelag    | Trondheim    | 286 729  | 18 847,50 | 25             |        |       | semleges | Tore O. Sandvik        | Ap   | Kåre Gjønnes          |
| 17                    | Nord-Trøndelag   | Steinkjer    | 130 708  | 22 412,33 | 24             |        |       | semleges | Gunnar Viken           | H    | Inger Lise Gjørv      |
| 18                    | Nordland         | Bodø         | 235 380  | 38 456,08 | 44             |        |       | nøytral  | Mariette Korsrud       | Ap   | Ola Bjerkaas (kst.)   |
| 19                    | Troms            | Tromsø       | 155 553  | 25 877,36 | 25             |        |       | semleges | Terje Olsen            | H    | Svein Ludvigsen       |
| 20                    | Finnmark         | Vadsø        | 72 492   | 48 617,73 | 19             |        |       | semleges | Runar Sjåstad          | Ap   | Gunnar Kjønnøy        |

## Történelem

### Fylke
Miután Norvégia a középkorban egységes királysággá vált, olyan földrajzi régiókra osztották, amelyeknek saját törvényhozó gyűlése volt, a ting. Ilyen egységek voltak például Gulating (Nyugat-Norvégia) és Frostating (Trøndelag). A régiókat fylkékre osztották tovább, mint Egdafylke vagy Hordafylke. A történelmi fylke név később kiszorult a használatból, de 1914-ben visszaállították, a kalmari unió idején használt amt helyett. A mai megyék gyakran egybeesnek a történelmi fylkékkel, de nem minden esetben.